# Litteraturåret 2014

## Årets händelser
- 27 februari – Klas Östergren blir invald i Svenska Akademien[1]
- 14 juni – det europeiska litteraturpriset Petrarca-Preis som började utdelas 1975 delas ut för sista gången.
- 25–28 september – Bokmässan i Göteborg, med fokus på brasiliansk litteratur.[2]

## Priser och utmärkelser
- Nobelpriset i litteratur – Patrick Modiano[3]
- Augustpriset
  - Skönlitterär bok: Kristina Sandberg för Liv till varje pris (Norstedts)
  - Fackbok: Lars Lerin för Naturlära (Bonniers)
  - Barn- och ungdomsbok: Jakob Wegelius för Mördarens apa (Bonnier Carlsen)
- ABF:s litteratur- & konststipendium – Kristian Lundberg
- Aftonbladets litteraturpris – Ida Linde
- Anders och Veronica Öhmans pris – Camilla Lundberg
- Aniarapriset – Kjell Westö
- Aspenströmpriset – Lennart Sjögren
- Astrid Lindgren-priset – Frida Nilsson
- Axel Hirschs pris – Dan Korn och Göran Söderström
- Barnens romanpris – Ralf Novák-Rosengren och Anita Santesson för 5768 visningar på Youtube
- Borås Tidnings debutantpris – Anna Fock för Absolut noll
- Dan Andersson-priset – Jörgen Dicander
- De Nios Stora Pris – Kjell Westö
- De Nios Vinterpris – Johannes Anyuru
- De Nios översättarpris – Aimée Delblanc
- Disapriset – Siv Strömquist
- Doblougska priset – Carl-Johan Malmberg och Björn Meidal, Sverige samt Britt Karin Larsen och Torild Wardenær, Norge
- Elsa Thulins översättarpris – Karin Mossdal
- Emilpriset – Per Åhlin
- Eyvind Johnsonpriset – Elisabeth Rynell
- Ferlinpriset – Kjell Espmark
- Gerard Bonniers pris – Klaus-Jürgen Liedtke
- Gerard Bonniers essäpris – Jenny Maria Nilsson
- Gerard Bonniers lyrikpris – Fredrik Nyberg för Att bli ved
- Goncourtpriset – Lydie Salvayre för Pas pleurer
- Gun och Olof Engqvists stipendium – Jan Olov Ullén
- Gustaf Frödings stipendium – Jenny Wrangborg
- Gustaf Fröding-sällskapets lyrikpris – Ida Börjel
- Göteborgs Stads författarstipendium – Eija Hetekivi Olsson och Aleksander Motturi
- Harry Martinson-priset – Nina Björk
- Hedenvind-plaketten – Anita Salomonsson
- Ivar Lo-priset – Susanna Alakoski[4]
- Johan Hansson-priset – Dan Josefsson för boken Mannen som slutade ljuga
- Johan Lundblads pris – Lars Rydbeck
- John Landquists pris – Hans Henrik Brummer och Carl-Johan Malmberg
- Kallebergerstipendiet – Jenny Tunedal
- Karin Boyes litterära pris – Tony Samuelsson
- Katapultpriset – Anna Fock för Absolut noll
- Kellgrenpriset – Matti Klinge
- Kulla-Gulla-priset – Åsa Lind
- Lars Ahlin-stipendiet – Kristian Lundberg
- Letterstedtska priset för översättningar – Maria Ortman för översättningen av Péter Nádas Parallella historier. Frihetens andning
- Litteraturpriset till Astrid Lindgrens minne – Barbro Lindgren
- Lotten von Kræmers pris – Ingeborg Nordin Hennel
- Mare Kandre-priset – Martin Tistedt
- Miguel de Cervantes-priset – Juan Goytisolo
- Moa-priset – Kristina Sandberg
- Mårbackapriset – Matti Bye
- Nordiska rådets litteraturpris – Kjell Westö för Hägring 38[5]
- Nordiska rådets pris för barn- och ungdomslitteratur – Håkon Øvreås och Øyvind Torseter (Norge) för Brune
- Ole och Ann-Marie Söderströms pris – Stefan Lindberg
- Petrarca-Preis – Franz Mon och Tomas Venclova
- Samfundet De Nios Särskilda pris – Eva Ström, Bodil Malmsten, Magnus Hedlund och Jonas Modig
- Sara Lidman-priset – Elisabeth Rynell
- Schullströmska priset för barn- och ungdomslitteratur – Anna-Clara Tidholm
- Schückska priset – Martin Hägglund
- Signe Ekblad-Eldhs pris – Märta Tikkanen
- Stiftelsen Natur & Kulturs översättarpris – Anna Gunnarsdotter Grönberg och Maria Ortman
- Stiftelsen Selma Lagerlöfs litteraturpris – Lotta Lotass
- Stina Aronsons pris – Björn Ranelid
- Studieförbundet Vuxenskolans författarpris – Gertrud Hellbrand
- Svenska Akademiens stora pris – Lennart Hellsing
- Svenska Akademiens nordiska pris – Lars Gustafsson, Sverige
- Svenska Akademiens tolkningspris – Juris Kronbergs
- Svenska Akademiens översättarpris – Kerstin Gustafsson
- Svenska Dagbladets litteraturpris – Kristina Sandberg för Liv till varje pris
- Sveriges Radios romanpris – Kjell Westö för Hägring 38[6]
- Sveriges Radios novellpris – Khashayar Naderehvandi för Förhöret
- Søren Gyldendal-priset – Lone Frank
- Tegnérpriset – Jan Stolpe
- Tidningen Vi:s litteraturpris – Elin Boardy
- Tollanderska priset – Bo Lönnqvist
- Tranströmerpriset – Lasse Söderberg
- Tucholskypriset – Muharrem Erbey, Turkiet (kurd)
- Villa Massimo – Martin Mosebach
- Övralidspriset – Nathan Shachar

## Årets böcker

### A – G
- The Assassination of Margaret Thatcher and Other Stories av Hilary Mantel
- Alkemistens dotter av Carl-Michael Edenborg
- Allt det där jag sa till dig var sant av Amanda Svensson
- Att inte vilja se av Jan Guillou
- Beckomberga. Ode till min familj av Sara Stridsberg
- Blod rödare än rött av Arkan Asaad
- A Brief History of Seven Killings av Marlon James
- Den andra kvinnan av Therese Bohman
- Den umbärliga (en bok om Ida Bäckmann) av Sigrid Combüchen
- Det finns ingenting att vara rädd för av Johan Heltne
- Där går han 1 (1950–1970) av Ernst Brunner
- Förtvivlade människor av Paula Fox
- Glupahungern av Andrea Lundgren

### H – N
- Hakkorset & halvmånen: Nazister i Mellanöstern av Niclas Sennerteg
- I ditt hjärtas sista slag av Ragnar Strömberg
- I maktens skugga av Viveca Sten
- Kafkapaviljongen av Tony Samuelsson
- Kalmars jägarinnor av Tove Folkesson
- Kaninen rymde av Jonas Modig
- Klingsor av Torgny Lindgren
- Konsten att dö av Inger Edelfeldt
- Kruso av Lutz Seiler
- Kvällning av Jon Fosse
- Kyrkan och Riket av Giorgio Agamben[7]
- Kärleken och de sista människorna på jorden av Björn Ranelid
- Kättarnas tempel av Gabriella Håkansson
- Lejontämjaren av Camilla Läckberg
- Liv till varje pris av Kristina Sandberg
- Livet utan masker  av Maryse Condé
- Lomjansguten av Lars Andersson
- Låt inte den här stan plåga livet ur dig, Mona av Anneli Jordahl
- Man måste inte alltid tala om det av Åsa Foster
- Män utan kvinnor av Haruki Murakami
- Märta och Hjalmar Söderberg : en äktenskapskatastrof av Johan Cullberg och Björn Sahlin.
- Nattens fågel & den nya dagen. Essäer om Gustav Mahlers symfonier av Carl-Johan Malmberg
- Nora Webster av Colm Tóibín
- Norrut åker man för att dö av Ida Linde

### O – U
- Och jag lät mig vältas av Elin Tamm
- Passera denna natt av Johan Kinde
- Pino och pottan av Eva Pils, Agneta Norelid och Kenneth Anderson
- Psykodrama av Magnus Dahlström
- Salladsnätter av Vanessa Barbara
- Skall av Agnes Gerner
- Solsvärta av Marianne Cedervall
- Stalker av Lars Kepler
- Stridens skönhet och sorg. 1914 av Peter Englund
- Städer av Maxim Grigoriev
- Swing av Bengt Ohlsson
- Timme noll av Lotta Lundberg
- Twist av Klas Östergren
- Under all denna vinter av Negar Naseh
- Utan personligt ansvar av Lena Andersson

### V – Ö
- Vad är det samtida? av Giorgio Agamben[8]
- Vad är ett dispositiv? av Giorgio Agamben[9]
- Valhajsflickan av Nilla Nielsen
- VIP-rummet av Jens Lapidus
- Vi var alltid beredda av Annika Koldenius
- Zakris arv av Åke Lundgren

## Avlidna
- 1 januari
  - Herman Pieter de Boer, 85, nederländsk författare, sångtextförfattare och journalist.[10]
  - Traian T. Coșovei, 59, rumänsk poet.[11]
  - Hugo García Robles, 82, uruguayansk författare, journalist och översättare.[12]
- 2 januari
  - Elizabeth Jane Howard, 90, engelsk romanförfattare.[13]
  - Yōko Mitsui, 78, japansk poet.[14]
- 9 januari – Amiri Baraka, 79, amerikansk författare och poet.[15]
- 14 januari – Juan Gelman, 83, argentinsk poet.[16]
- 26 januari – José Emilio Pacheco, 74, mexikansk författare och poet.[17]
- 5 februari – Mirkka Rekola, 82, finländsk poet och essäist.[18]
- 6 februari – Maxine Kumin, 88, amerikansk poet.[19]
- 7 februari – Veronica Wägner, 66, svensk författare.[20]
- 18 februari – Mavis Gallant, 91, kanadensisk författare.[21]
- 17 april – Gabriel García Márquez, 87, colombiansk författare, nobelpristagare 1982.[22]
- 24 april – Tadeusz Różewicz, 92, polsk poet, prosaförfattare och dramatiker.[23]
- 25 april – Stefanie Zweig, 81, tysk författare.[24]
- 6 maj – Leslie Thomas, 83, brittisk (walesisk) författare.[25]
- 9 maj – Mary Stewart, 97, brittisk författare.[26]
- 27 maj – Torsten Ekbom, 76, svensk författare och kritiker.[27]
- 28 maj – Maya Angelou, 86, amerikansk författare och medborgarrättsaktivist.[28]
- 12 juni – Gunnel Linde, 89, svensk TV- och radioproducent och författare.[29]
- 13 juli – Nadine Gordimer, 90, sydafrikansk författare, nobelpristagare 1991.[30]
- 30 juni – Margareta Ekarv, 78, svensk författare.
- 23 augusti – Birgitta Stenberg, 82, svensk författare[31]
- 11 december – Bo Grandien, 82, svensk författare, journalist, konstvetare och arkitekturhistoriker.

### Fotnoter
1. ↑  Pressmeddelande, Svenska Akademien, 28 februari 2014: Ny ledamot i Svenska Akademien Arkiverad 4 mars 2014 hämtat från the Wayback Machine., läst 28 februari 2014
2. ↑  ”Brasilianskt på Bokmässan 2014”. Bok & bibliotek. 20 maj 2013. Arkiverad från originalet den 9 december 2013. https://web.archive.org/web/20131209061818/http://www.bokmassan.se/nyheter/brasilianskt-pa-bokmassan-2014/. Läst 3 januari 2014.
3. ↑  Nobelprize.org
4. ↑  ”Ivar Lo-priset 2014”. Arkiverad från originalet den 10 mars 2014. https://web.archive.org/web/20140310202835/http://www.ivarlopriset.se/pristagare/susanna-alakoski-2014/. Läst 10 mars 2014.
5. ↑  Norden.org
6. ↑  Sveriges Radios Romanpris 2014
7. ↑  ”Giorgio Agamben: Kyrkan och Riket”. Eskaton. http://eskaton.se/?portfolio=kyrkan-och-riket. Läst 27 januari 2015.
8. ↑  ”Giorgio Agamben: Vad är det samtida?”. Eskaton. http://eskaton.se/?portfolio=giorgio-agamben-vad-ar-det-samtida. Läst 27 januari 2015.
9. ↑  ”Giorgio Agamben: Vad är ett dispositiv?”. Eskaton. http://eskaton.se/?portfolio=giorgio-agamben-vad-ar-ett-dispositiv. Läst 27 januari 2015.
10. ↑  Herman Pieter de Boer overleden (nederländska)
11. ↑  DOLIU în literatura română. Poetul TRAIAN T.COŞOVEI a murit Arkiverad 5 februari 2014 hämtat från the Wayback Machine. (rumänska)
12. ↑  Falleció Sebastián Elcano, reconocido periodista que impuso la crítica gastronómica en Uruguay Arkiverad 3 januari 2014 hämtat från the Wayback Machine. (spanska)
13. ↑  Novelist Elizabeth Jane Howard dies
14. ↑  訃報:三井葉子さん７８歳＝詩人 (japanska)
15. ↑  Amiri Baraka, former N.J. poet laureate and prolific author, dead at 79
16. ↑  ”Poet Juan Gelman dies at 83”. Arkiverad från originalet den 13 november 2018. https://web.archive.org/web/20181113210331/http://www.buenosairesherald.com/article/149676/poet-juan-gelman-dies-at-83. Läst 27 januari 2014.
17. ↑  Muere escritor mexicano José Emilio Pacheco por paro cardiorespiratorio Arkiverad 28 januari 2014 hämtat från the Wayback Machine. (spanska)
18. ↑  ”Diktaren Mirkka Rekola död”. Arkiverad från originalet den 27 mars 2014. https://web.archive.org/web/20140327215939/http://svenska.yle.fi/artikel/2014/02/06/diktaren-mirkka-rekola-dod. Läst 10 mars 2014.
19. ↑  Maxine Kumin, Pulitzer Prize-winning poet, dies at 88
20. ↑  ”Minnesalbum för Veronica Wägner”. Fonus. Arkiverad från originalet den 26 februari 2014. https://web.archive.org/web/20140226172026/http://minnesalbum.fonus.se/memorial_page_personal_info.php?memorial_page_id=411113&cat=Profile&sign=51296ed9bdcdb4a48c6342d091674036. Läst 20 februari 2014.
21. ↑  Mavis Gallant obituary
22. ↑  Nobelpristagaren Gabriel Garcia Márquez död Arkiverad 24 september 2015 hämtat från the Wayback Machine. Göteborgs-Posten
23. ↑  ”Poet Tadeusz Rozewicz dies, aged 92”. Arkiverad från originalet den 24 oktober 2018. https://web.archive.org/web/20181024231610/http://www.thenews.pl/1/11/Artykul/169109,Poet-Tadeusz-Rozewicz-dies-aged-92. Läst 19 maj 2014.
24. ↑  German-Jewish writer Stefanie Zweig dies at 81
25. ↑  ”BBC News - Virgin Soldiers author Leslie Thomas dies aged 83”. Bbc.co.uk. 1 januari 1970. http://www.bbc.co.uk/news/uk-wales-27308147. Läst 7 maj 2014.
26. ↑  http://www.thetimes.co.uk/tto/opinion/obituaries/article4089900.ece
27. ↑  ”Författaren Torsten Ekbom avliden”. Dagens Nyheter. http://www.dn.se/kultur-noje/forfattaren-torsten-ekbom-avliden/. Läst 28 maj 2014.
28. ↑  ”Maya Angelou dead at 86”. Arkiverad från originalet den 16 april 2019. https://web.archive.org/web/20190416171201/https://myfox8.com/2014/05/28/maya-angelou-dead-at-86/. Läst 31 maj 2014.
29. ↑  ”Gunnel Linde har avlidit”. Dagens Nyheter. http://www.dn.se/kultur-noje/nyheter/gunnel-linde-har-avlidit/. Läst 22 juni 2014.
30. ↑  Dagens Nyheter
31. ↑  Dagens Nyheter